# Anna Maria Schultheiss

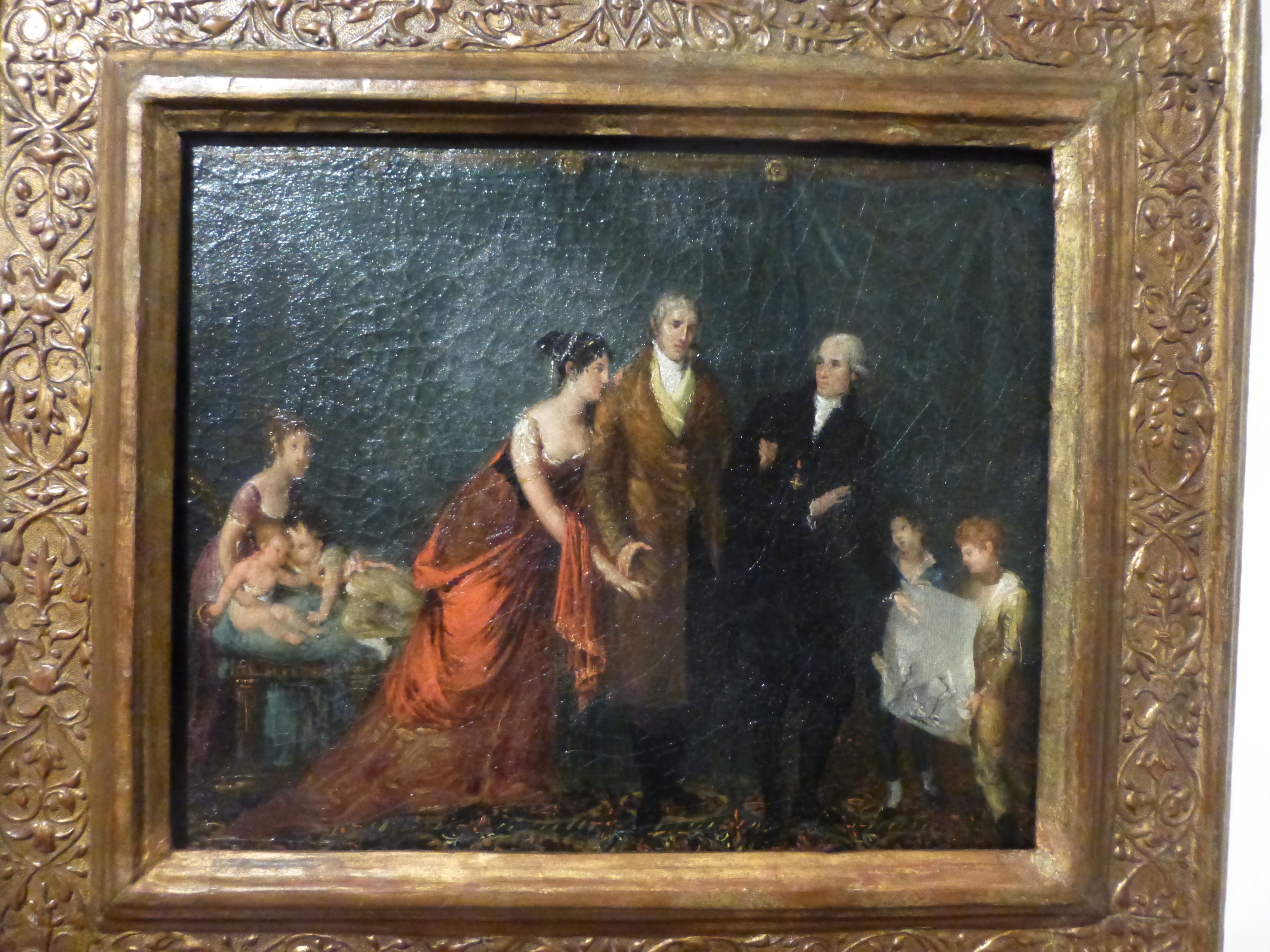
Anna Maria Schultheiss ritratta col secondo marito Giovanni Raimondo Torlonia mentre il Canova mostra loro il bozzetto dell'Ercole e Lica sorretto probabilmente da Agostino e Luigi Chiaveri (1783 - 1837) figli di primo letto di Anna Maria.

Anna Maria Schultheiss (Donaueschingen, 23 agosto 1760 – Roma, 4 novembre 1840) sposò il fondatore della casata dei Torlonia.

## Biografia
Anna Maria Schultheiss apparteneva a una famiglia di commercianti di Colonia trasferitasi in Italia dalla natia Germania, precisamente da Donaueschingen nella Foresta nera, per i loro affari.
A Donaueschingen avevano stabile residenza fin dal XVIII secolo i discendenti degli antichi feudatari, i principi Fürstenberg, nell'omonimo palazzo oggi aperto al pubblico. Anna Maria aveva sposato a Roma in prime nozze un certo Agostino Chiaveri che aveva un negozio di stoffe nel centro di Roma che al tempo dell'occupazione francese divenne un centro di affari speculativi. Dal matrimonio nacquero due figli Agostino e Luigi Chiaveri (1783-1837). Quest'ultimo, insieme al fratellastro Alessandro Torlonia, sarà insignito nel 1825 dell'onorificenza papale di Cavalieri dell'Ordine di Cristo. Luigi Chiaveri morirà di colera a Castel Gandolfo il 6 settembre 1837.
Rimasta vedova nel 1791, Anna Maria sposò nel mese di settembre del 1793 Giovanni Raimondo Torlonia (1754-1829), socio in affari del suo defunto marito. Forse non fu un caso, dovuto solo all'abilità finanziaria del nuovo marito, se il 17 marzo 1794 Giovanni Torlonia ottenne un titolo di nobiltà da parte del Principe Fürstenberg di cui era agente rappresentante presso la Santa Sede.
Dopo l'ascesa economica e sociale del secondo marito, di cui lei fu attiva artefice, tenne salotto a Roma, nel lussuoso palazzo ex Bolognetti di piazza Venezia, fregiandosi del titolo di duchessa di Bracciano.

I due fratelli Chiaveri, avuti dal primo matrimonio, saranno associati fin dal 1817 nel Banco Torlonia & Compagni fondato dal secondo marito Giovanni Raimondo Torlonia.

Le cronache del tempo ce la dipingono, già in età avanzata, come donna di carattere brusco, di modi asciutti e sarcastici. A prescindere da questo suo carattere poco dolce e mondano, la posizione sociale raggiunta grazie all'abilità e spregiudicatezza negli affari fecero del salotto Torlonia, da lei presieduto, il punto di riferimento imprescindibile della vita romana del suo tempo. Fu anche l'ispiratrice delle opere caritatevoli dei Torlonia, prima del marito e poi dei figli. Prese parte attiva nelle "scelte" matrimoniali dei figli per rendere sempre più blu il sangue dei Torlonia tessendo strategiche parentele con le più prestigiose, ma sempre più indebitate, famiglie della "nobiltà nera" romana, senza per questo trascurare i due figli Chiaveri avuti dal primo marito.

Dal secondo matrimonio Torlonia, Anna Maria ebbe altri cinque figli che proseguirono l'ascesa sociale ed economica di questa singolare famiglia.

La sua discendenza entrerà nella linea di successione delle Case Reali di Spagna e d'Inghilterra.

## Figli

### Del 1º matrimonio
- Agostino Chiaveri (...-...) [6]
- Luigi Chiaveri (1783 - 6.9.1837)

### Del 2º matrimonio
- Marino Torlonia (1795-1865) - un discendente (vedi nota 5) si imparenterà con i Borbone di Spagna e contemporaneamente con i Battenberg della Casa Reale Inglese
- Teresa Torlonia (1797-1842) - sposerà il conte Francesco Marescotti, III principe di Parrano, esponente della illustre famiglia bolognese
- Carlo Torlonia (1798-1848) - celibe senza discendenza
- Alessandro Raffaele Torlonia (1800-1886) - la sua discendenza femminile darà luogo al ramo dei Borghese-Torlonia
- Maria Luisa Torlonia (1804-1883) - sposerà il nobilissimo ma squattrinato duca Domenico Orsini (1790-1874)